# Nati nel 1995/Settembre
| Questa pagina contiene informazioni ricavate automaticamente dalle voci biografiche con l'ausilio del template Bio e di un bot. L'aggiornamento è periodico e automatico e ricostruisce completamente la pagina. Se manca una persona in questa lista, sei pregato di non aggiungerla, ma accertati piuttosto che la sua voce biografica contenga il template Bio e che i dati anagrafici siano correttamente compilati. Se il template Bio manca, inseriscilo tu stesso o, in alternativa, metti l'avviso {{tmp\|Bio}} che ne segnala la mancanza. Se i dati riportati sono sbagliati, correggi direttamente la voce biografica; le modifiche saranno visibili in questa lista entro pochi giorni. Per chiarimenti vedi il progetto biografie. La lista contiene solo le 408 persone che sono citate nell'enciclopedia e per le quali è stato implementato correttamente il template Bio. Pagina aggiornata al 10 lug 2025. |

- 1º settembre - Munir El Haddadi, calciatore marocchino
- 1º settembre - Omaré Gassama, calciatore francese
- 1º settembre - Kelly Irep, calciatore francese
- 1º settembre - Ognjen Jaramaz, cestista serbo
- 1º settembre - Aleksandrs Jurkjans, lottatore lettone
- 1º settembre - Vladyslav Kabajev, calciatore ucraino
- 1º settembre - Loredana, rapper svizzera
- 1º settembre - Nathan MacKinnon, hockeista su ghiaccio canadese
- 1º settembre - Pau Ribes, nuotatore artistico spagnolo
- 1º settembre - Zuri Tibby, modella statunitense
- 2 settembre - Aleksander Barkov, hockeista su ghiaccio finlandese
- 2 settembre - Penina Davidson, cestista neozelandese
- 2 settembre - Mignot Debebe, calciatore etiope
- 2 settembre - Miguel Durán, nuotatore spagnolo
- 2 settembre - Danielle Harbin, pallavolista statunitense
- 2 settembre - Will Hernandez, giocatore di football americano statunitense
- 2 settembre - Matti Kuosmanen, lottatore finlandese
- 2 settembre - Sébastien Locigno, ex calciatore belga
- 2 settembre - Giorgi Papunashvili, calciatore georgiano
- 2 settembre - Deimantas Petravičius, ex calciatore lituano
- 2 settembre - Django Warmerdam, calciatore olandese
- 3 settembre - Tim Bond, cestista statunitense
- 3 settembre - Myles Jack, ex giocatore di football americano statunitense
- 3 settembre - Pascal Köpke, calciatore tedesco
- 3 settembre - Julie Nowak, calciatrice danese
- 3 settembre - Atsushi Oka, ciclista su strada giapponese
- 3 settembre - Nicolás Orellana, calciatore cileno
- 3 settembre - Peg Parnevik, cantante svedese
- 3 settembre - David Peterson, giocatore di baseball statunitense
- 3 settembre - Nikhil Poojari, calciatore indiano
- 3 settembre - Mateusz Surma, goista polacco
- 3 settembre - Niklas Süle, calciatore tedesco
- 3 settembre - Jimmie Taylor, cestista statunitense
- 3 settembre - Marques Townes, cestista statunitense
- 3 settembre - Fisnik Zuka, calciatore macedone
- 4 settembre - Laurens De Plus, ciclista su strada belga
- 4 settembre - Taxiarchīs Fountas, calciatore greco
- 4 settembre - Jeremiah Hill, cestista statunitense
- 4 settembre - Toni Kanaet, taekwondoka croato
- 4 settembre - Lau King, calciatore mozambicano
- 4 settembre - Niko Kirwan, calciatore neozelandese
- 4 settembre - Peter Makrillos, calciatore australiano
- 5 settembre - Abderrahman Samba, ostacolista mauritano
- 5 settembre - Trae Bell-Haynes, cestista canadese
- 5 settembre - Joseph Bempah, calciatore ghanese
- 5 settembre - Tehilla Blad, attrice, nuotatrice e ballerina svedese
- 5 settembre - Glenn de Blois, snowboarder olandese
- 5 settembre - Giorgia Casula, calciatrice italiana
- 5 settembre - Gustavo Dulanto, calciatore peruviano
- 5 settembre - Lina Hurtig, calciatrice svedese
- 5 settembre - Richie James, giocatore di football americano statunitense
- 5 settembre - Otis Khan, calciatore pakistano
- 5 settembre - Erhun Obanor, calciatore nigeriano
- 5 settembre - Sean O'Mara, cestista statunitense
- 5 settembre - Gonzalo Reyes, calciatore cileno
- 5 settembre - Caroline Sunshine, attrice e cantante statunitense
- 6 settembre - Matúš Bero, calciatore slovacco
- 6 settembre - Machel Cedenio, velocista trinidadiano
- 6 settembre - Luca Crecco, calciatore italiano
- 6 settembre - Raphael Framberger, calciatore tedesco
- 6 settembre - Víctor Hernández, lottatore messicano
- 6 settembre - Iury Lírio Freitas de Castilho, calciatore brasiliano
- 6 settembre - Alina Lopez, attrice pornografica statunitense
- 6 settembre - Natal'ja Neprjaeva, fondista russa
- 6 settembre - Tommaso Sala, sciatore alpino italiano
- 6 settembre - Nathan Strother, velocista statunitense
- 6 settembre - Bertrand Traoré, calciatore burkinabé
- 7 settembre - Jay-Ann Bravo-Harriott, ex cestista britannica
- 7 settembre - Alexis Busin, calciatore francese
- 7 settembre - Vadim Călugher, calciatore moldavo
- 7 settembre - Sahaj Grover, scacchista indiano
- 7 settembre - Patrik Johannesen, calciatore faroese
- 7 settembre - Emily Kay, ex pistard e ciclista su strada britannica
- 7 settembre - Jailson Marques Siqueira, calciatore brasiliano
- 7 settembre - Luisa Niemesch, lottatrice tedesca
- 7 settembre - Alberto Polo, pallavolista italiano
- 7 settembre - Luka Prelevic, calciatore neozelandese
- 7 settembre - Marlon Santos da Silva Barbosa, calciatore brasiliano
- 7 settembre - Zach Sieler, giocatore di football americano statunitense
- 7 settembre - Oskar Svensson, fondista svedese
- 7 settembre - Kaito Taniguchi, calciatore giapponese
- 7 settembre - Abdelrahman Wael, taekwondoka egiziano
- 7 settembre - Zane Weir, pesista sudafricano
- 7 settembre - George Williams, calciatore gallese
- 7 settembre - Adniellyson da Silva Oliveira, calciatore brasiliano
- 8 settembre - Alex Bars, giocatore di football americano statunitense
- 8 settembre - Elsabeth Black, ginnasta canadese
- 8 settembre - Martin Chrien, calciatore slovacco
- 8 settembre - Janner Corozo, calciatore ecuadoriano
- 8 settembre - Bernd Gschweidl, calciatore austriaco
- 8 settembre - Hayao Kawabe, calciatore giapponese
- 8 settembre - Kaio Pantaleão, calciatore brasiliano
- 8 settembre - Nikos Persidīs, cestista greco
- 8 settembre - Florian Pick, calciatore tedesco
- 8 settembre - Martin Ponsiluoma, biatleta svedese
- 8 settembre - Dontavius Russell, giocatore di football americano statunitense
- 8 settembre - Julian Weigl, calciatore tedesco
- 8 settembre - Kimberley Woods, canoista britannica
- 9 settembre - Soufyan Ahannach, calciatore olandese
- 9 settembre - Ernest Antwi, calciatore ghanese
- 9 settembre - Sebastián Cardozo, calciatore uruguaiano
- 9 settembre - Sōya Fujiwara, calciatore giapponese
- 9 settembre - Nacho Gil, calciatore spagnolo
- 9 settembre - Michał Helik, calciatore polacco
- 9 settembre - Ken Hike jr., giocatore di football americano statunitense
- 9 settembre - Anna Ntountounaki, nuotatrice greca
- 9 settembre - Alberto Pedrero, canoista spagnolo
- 9 settembre - Fabien Reboul, tennista francese
- 9 settembre - Joachim Soltvedt, calciatore norvegese
- 9 settembre - Stefan Zelger, fondista italiano
- 10 settembre - Sunny Akani, giocatore di snooker thailandese
- 10 settembre - Carlos Bertie, calciatore nevisiano
- 10 settembre - Axel Björnström, calciatore svedese
- 10 settembre - Renato Gojković, calciatore bosniaco
- 10 settembre - Jack Grealish, calciatore inglese
- 10 settembre - Anastasija Harnyk, judoka ucraina
- 10 settembre - Sophie Karbjinski, attrice tedesca
- 10 settembre - Cameron Kerr, calciatore scozzese
- 10 settembre - Johannes Lasaroff, cestista e dirigente sportivo finlandese
- 10 settembre - Ryan Luther, cestista statunitense
- 10 settembre - Mostafa Matar, calciatore libanese
- 10 settembre - Amando Moreno, calciatore statunitense
- 10 settembre - Roberts Ozols, calciatore lettone
- 10 settembre - Matt Rife, comico e attore statunitense
- 10 settembre - Sargis Shahinyan, calciatore armeno
- 11 settembre - Gresa Bakraçi, mezzofondista kosovara
- 11 settembre - Matilda De Angelis, attrice italiana
- 11 settembre - Tshering Dorji, ex calciatore bhutanese
- 11 settembre - Louise Eriksen, calciatrice danese
- 11 settembre - Vincent Feigenbutz, pugile tedesco
- 11 settembre - Geng Wenqiang, skeletonista cinese
- 11 settembre - Philipp Hartwich, cestista tedesco
- 11 settembre - Antoni Ivanov, calciatore bulgaro
- 11 settembre - Adil Nağıyev, calciatore azero
- 11 settembre - Cecilie Redisch Kvamme, calciatrice norvegese
- 11 settembre - Astra Sharma, tennista australiana
- 11 settembre - Ivan Uchov, cestista russo
- 11 settembre - Francesco Yates, cantante canadese
- 11 settembre - Rodrigão, calciatore brasiliano
- 12 settembre - Gonzalo Carneiro, calciatore uruguaiano
- 12 settembre - L.J. Collier, giocatore di football americano statunitense
- 12 settembre - Raphael Dwamena, calciatore ghanese († 2023)
- 12 settembre - Steven Gardiner, velocista bahamense
- 12 settembre - Henrik Holm, attore e modello norvegese
- 12 settembre - Lee Sang-ho, snowboarder sudcoreano
- 12 settembre - Ryan Potter, attore e doppiatore statunitense
- 12 settembre - Brandon Powell, giocatore di football americano statunitense
- 12 settembre - Vasilije Pušica, cestista serbo
- 12 settembre - Sin Ji-hyeon, cestista sudcoreana
- 12 settembre - Leonie Tepe, attrice tedesca
- 12 settembre - Benjamin Thomas, ciclista su strada e pistard francese
- 12 settembre - Dijan Vukojevic, calciatore svedese
- 12 settembre - Trevon Wesco, giocatore di football americano statunitense
- 12 settembre - Filippo Zaccanti, ex ciclista su strada italiano
- 12 settembre - Dario van den Buijs, calciatore belga
- 13 settembre - Daniel Amigo, cestista statunitense
- 13 settembre - Jordan Bardella, politico francese
- 13 settembre - Alexis Bbakka, calciatore ugandese
- 13 settembre - Robert Bolick, cestista filippino
- 13 settembre - Néstor Breitenbruch, calciatore argentino
- 13 settembre - Playboi Carti, rapper statunitense
- 13 settembre - Gabriela DeBues-Stafford, mezzofondista canadese
- 13 settembre - Coşqun Diniyev, calciatore azero
- 13 settembre - Ljupčo Doriev, calciatore macedone
- 13 settembre - Travis Fulgham, giocatore di football americano statunitense
- 13 settembre - Robbie Kay, attore britannico
- 13 settembre - Giuditta Lualdi, ex pallavolista italiana
- 13 settembre - Aishi Manula, calciatore tanzaniano
- 13 settembre - Adonxs, cantautore, ballerino e attivista slovacco
- 13 settembre - Eddy Piñeiro, ex calciatore e giocatore di football americano statunitense
- 13 settembre - Jobson, calciatore brasiliano
- 14 settembre - Sebastián Ayala, calciatore colombiano
- 14 settembre - Efkan Bekiroğlu, calciatore tedesco
- 14 settembre - Vadym Blahovisnyj, aviatore e militare ucraino († 2022)
- 14 settembre - Antonin Bobichon, calciatore francese
- 14 settembre - Fernando Calero, calciatore spagnolo
- 14 settembre - Jevon Carter, cestista statunitense
- 14 settembre - Pape Abou Cissé, calciatore senegalese
- 14 settembre - Stuart Findlay, calciatore scozzese
- 14 settembre - Zoi Fitsiou, canottiera greca
- 14 settembre - Héctor Hernández Marrero, calciatore spagnolo
- 14 settembre - Sasan Jelvani, giocatore di football americano tedesco
- 14 settembre - Rika Masuya, calciatrice giapponese
- 14 settembre - Jaime Nared, cestista statunitense
- 14 settembre - Norense Odiase, cestista statunitense
- 14 settembre - Francisco Rodríguez, calciatore svizzero
- 14 settembre - Sander Sagosen, pallamanista norvegese
- 14 settembre - Sim Jae-young, taekwondoka sudcoreana
- 14 settembre - Guya Vavassori, calciatrice italiana
- 14 settembre - Marie Verhulst, attrice belga
- 14 settembre - Elena Virgili, calciatrice italiana
- 14 settembre - Deshaun Watson, giocatore di football americano statunitense
- 14 settembre - Ihor Černjavs'kyj, giocatore di calcio a 5 ucraino
- 15 settembre - Elmir Asani, calciatore serbo
- 15 settembre - Jazzi Barnum-Bobb, calciatore sanvincentino
- 15 settembre - Dalberto, calciatore brasiliano
- 15 settembre - Chris Brady, cestista statunitense
- 15 settembre - Bryan Carvallo, calciatore cileno
- 15 settembre - Cauly, calciatore brasiliano
- 15 settembre - Aaron Ellis, giocatore di football americano statunitense
- 15 settembre - Sam Gallagher, calciatore inglese
- 15 settembre - Kelvin Harmon, giocatore di football americano liberiano
- 15 settembre - Carlos Jatobá, calciatore brasiliano
- 15 settembre - Jeffrey Jendryk, pallavolista statunitense
- 15 settembre - Clint Leemans, calciatore olandese
- 15 settembre - Awer Mabil, calciatore australiano
- 15 settembre - Terry McLaurin, giocatore di football americano statunitense
- 15 settembre - Sydney Meyer, attrice canadese
- 15 settembre - Brian O'Neill, giocatore di football americano statunitense
- 15 settembre - David Raya, calciatore spagnolo
- 15 settembre - Jorge Agustín Rodríguez, calciatore argentino
- 15 settembre - Ahmaad Rorie, cestista statunitense
- 15 settembre - Walieldin Khedr, calciatore sudanese
- 15 settembre - Rafael Santos Borré, calciatore colombiano
- 15 settembre - Easton Stick, giocatore di football americano statunitense
- 15 settembre - Nuno Tomás, calciatore portoghese
- 15 settembre - Margaret Wambui, mezzofondista e velocista keniota
- 16 settembre - Abdul-Malik Abu, cestista statunitense
- 16 settembre - Jan Andrejašič, calciatore sloveno
- 16 settembre - Jarlan Barrera, calciatore colombiano
- 16 settembre - Timur Bartels, attore e doppiatore tedesco
- 16 settembre - Aaron Gordon, cestista statunitense
- 16 settembre - Natalia Maliszewska, pattinatrice di short track polacca
- 16 settembre - Samaje Perine, giocatore di football americano statunitense
- 16 settembre - Alain Pons, calciatore gibilterriano
- 16 settembre - Ezequiel Ruiz, calciatore argentino
- 16 settembre - Tevita Waranaivalu, calciatore figiano
- 17 settembre - Tunde Adeniji, calciatore nigeriano
- 17 settembre - Mohammad Al-Marmour, calciatore siriano
- 17 settembre - Marija Banusic, calciatrice svedese
- 17 settembre - Chen Zifan, giocatore di snooker cinese
- 17 settembre - Babacar Diop, calciatore mauritano
- 17 settembre - Teenage Hadebe, calciatore zimbabwese
- 17 settembre - Dominik Hładun, calciatore polacco
- 17 settembre - Tanner Leissner, cestista statunitense
- 17 settembre - Liu Qizhen, giavellottista cinese
- 17 settembre - Patrick Mahomes, giocatore di football americano statunitense
- 17 settembre - Nam Ji-hyun, attrice sudcoreana
- 17 settembre - Luis Pavez Muñoz, calciatore cileno
- 17 settembre - Drew Skundrich, calciatore statunitense
- 17 settembre - Tengku Hassanal Ibrahim, principe malese
- 17 settembre - Ty Wood, attore e modello canadese
- 18 settembre - Daniel Ebenyo, mezzofondista keniota
- 18 settembre - Jake Gervase, giocatore di football americano statunitense
- 18 settembre - Aleksandr Golovin, lottatore russo
- 18 settembre - Freddy Góndola, calciatore panamense
- 18 settembre - Adoree' Jackson, giocatore di football americano statunitense
- 18 settembre - Mikita Kaplenka, calciatore bielorusso
- 18 settembre - Yuri Kisil, nuotatore canadese
- 18 settembre - Marion Lepert, velista statunitense
- 18 settembre - Leonardo Marini, cestista italiano
- 18 settembre - Carlos Mayo, mezzofondista spagnolo
- 18 settembre - Max Meyer, calciatore tedesco
- 18 settembre - Billy Nordström, calciatore svedese
- 18 settembre - Matías Rosa, giocatore di calcio a 5 argentino
- 18 settembre - Đoko Šalić, cestista serbo
- 18 settembre - Miljan Škrbić, calciatore serbo
- 18 settembre - Kendall Smith, cestista statunitense
- 18 settembre - Matt Targett, calciatore inglese
- 19 settembre - Cosmin Achim, calciatore rumeno
- 19 settembre - Alex Aranburu, ciclista su strada spagnolo
- 19 settembre - Mahlon Romeo, calciatore antiguo-barbudano
- 19 settembre - Robin Bormuth, calciatore tedesco
- 19 settembre - Maarten Brzoskowski, ex nuotatore olandese
- 19 settembre - Antonio Cotán, calciatore spagnolo
- 19 settembre - Dario Di Martino, tiratore a segno italiano
- 19 settembre - Obi Enechionyia, ex cestista statunitense
- 19 settembre - Christopher Ezeala, giocatore di football americano tedesco
- 19 settembre - Greta Ferro, attrice e modella italiana
- 19 settembre - Guillermo Fratta, calciatore uruguaiano
- 19 settembre - J.J. Frazier, cestista statunitense
- 19 settembre - Martina Gelmetti, calciatrice italiana
- 19 settembre - Cheridene Green, cestista britannica
- 19 settembre - Felix Kammerer, attore austriaco
- 19 settembre - Ronald Kwemoi, mezzofondista keniano
- 19 settembre - Jaylen Morris, cestista statunitense
- 19 settembre - Guilherme Parede Pinheiro, calciatore brasiliano
- 19 settembre - Rachel Sennott, attrice statunitense
- 19 settembre - Karitas Tómasdóttir, calciatrice islandese
- 19 settembre - Brent Faiyaz, cantautore statunitense
- 20 settembre - Jonas Abrahamsen, ciclista su strada norvegese
- 20 settembre - Melissa Baldera, atleta paralimpica peruviana
- 20 settembre - Matan Baltaxa, calciatore israeliano
- 20 settembre - Laura Dekker, velista olandese
- 20 settembre - Alejandro Grimaldo, calciatore spagnolo
- 20 settembre - Sammi Hanratty, attrice statunitense
- 20 settembre - Rob Holding, calciatore inglese
- 20 settembre - Mikkel Maigaard, calciatore danese
- 20 settembre - Eric Oelschlägel, calciatore tedesco
- 20 settembre - Milenko Veljković, cestista serbo
- 21 settembre - Devan Burrell, giocatore di football americano statunitense
- 21 settembre - Bruno Caboclo, cestista brasiliano
- 21 settembre - Diego Jara Rodrigues, calciatore brasiliano
- 21 settembre - Kristine Froseth, modella e attrice norvegese
- 21 settembre - Neveal Hackshaw, calciatore trinidadiano
- 21 settembre - Jorginho, calciatore guineense
- 21 settembre - Benedetta Mambelli, pallavolista italiana
- 21 settembre - Katie McCabe, calciatrice irlandese
- 21 settembre - Romario Moise, calciatore rumeno
- 21 settembre - Roland Niczuly, calciatore rumeno
- 21 settembre - Tai Odiase, cestista statunitense
- 21 settembre - Wyatt Omsberg, calciatore statunitense
- 21 settembre - Shahar Piven, calciatore israeliano
- 21 settembre - Emily Tuttosi, rugbista a 15 canadese
- 22 settembre - Sandy Cohen, cestista statunitense
- 22 settembre - Muller Dinda, calciatore gabonese
- 22 settembre - Juliette Goglia, attrice statunitense
- 22 settembre - Van-Dave Harmon, calciatore liberiano
- 22 settembre - T.J. Holyfield, cestista statunitense
- 22 settembre - Pouya Idani, scacchista iraniano
- 22 settembre - Im Na-yeon, cantante sudcoreana
- 22 settembre - Dakari Johnson, cestista statunitense
- 22 settembre - Sofie Krehl, fondista tedesca
- 22 settembre - Estrela, calciatore angolano
- 22 settembre - Aleksandra Prijović, cantante serba
- 22 settembre - Nkosinathi Sibisi, calciatore sudafricano
- 22 settembre - Malick Touré, calciatore maliano († 2024)
- 22 settembre - Szymon Walków, tennista polacco
- 22 settembre - Haleigh Washington, pallavolista statunitense
- 23 settembre - Jack Aitken, pilota automobilistico britannico
- 23 settembre - Janbota Aldabergenova, sciatrice freestyle kazaka
- 23 settembre - Eli Dershwitz, schermidore statunitense
- 23 settembre - Ettore Gliozzi, calciatore italiano
- 23 settembre - Rikuto Hirose, calciatore giapponese
- 23 settembre - Connor Roberts, calciatore gallese
- 23 settembre - Davinder Singh, calciatore indiano
- 23 settembre - Isaiah Wilkins, ex cestista e allenatore di pallacanestro statunitense
- 24 settembre - Lukas Klemenz, calciatore polacco
- 24 settembre - Aoife Mannion, calciatrice inglese
- 24 settembre - Dixon Rentería, calciatore colombiano
- 24 settembre - Guilherme Stringari, giocatore di calcio a 5 brasiliano
- 24 settembre - Samuel Szmodics, calciatore irlandese
- 24 settembre - Artem Tavakalyan, cestista armeno
- 25 settembre - Ryan Beatty, cantautore statunitense
- 25 settembre - Adam Dźwigała, calciatore polacco
- 25 settembre - Aidra Fox, attrice pornografica statunitense
- 25 settembre - Jean-Philippe Gbamin, calciatore ivoriano
- 25 settembre - Nikola Jambor, calciatore croato
- 25 settembre - Kristina Knott, velocista filippina
- 25 settembre - Ana Lago, ex ginnasta messicana
- 25 settembre - Anushka Maldonado, ex cestista statunitense
- 25 settembre - Izabella Rapacz, pallavolista statunitense
- 25 settembre - Sofía Reyes, cantante e attrice messicana
- 26 settembre - Mia Campo Bagatin, hockeista su ghiaccio italiana
- 26 settembre - Fatih Cengiz, lottatore turco
- 26 settembre - Sofia Ciaraglia, schermitrice italiana
- 26 settembre - Irina Dolgova, judoka russa
- 26 settembre - Dejan Dražić, calciatore serbo
- 26 settembre - Alexsandro Melo, lunghista e triplista brasiliano
- 26 settembre - Even Northug, fondista norvegese
- 26 settembre - Daniel Quesada Barrera, taekwondoka spagnolo
- 26 settembre - Ibrahima Sidibé, cestista maliano
- 26 settembre - Kamau Stokes, cestista statunitense
- 26 settembre - Sachirō Toshima, calciatore giapponese
- 26 settembre - Miloš Veljković, calciatore svizzero
- 27 settembre - Manuel Castro, calciatore uruguaiano
- 27 settembre - Léo Cordeiro, calciatore brasiliano
- 27 settembre - Aarón Escandell, calciatore spagnolo
- 27 settembre - Tra Holder, cestista statunitense
- 27 settembre - Kwon Eun-bi, cantante sudcoreana
- 27 settembre - Lina Leandersson, attrice svedese
- 27 settembre - Yoshihito Nishioka, tennista giapponese
- 27 settembre - Kidd Keo, rapper spagnolo
- 27 settembre - Fran Tudor, calciatore croato
- 27 settembre - Maybe Baby, cantante bielorussa
- 27 settembre - Christian Wood, cestista statunitense
- 28 settembre - Ahmed Al-Attas, calciatore emiratino
- 28 settembre - Joe Barlow, giocatore di baseball statunitense
- 28 settembre - Zach Brown, cestista statunitense
- 28 settembre - Izabella Chiappini, pallanuotista brasiliana
- 28 settembre - Ahmad Ersan, calciatore giordano
- 28 settembre - Juancho Hernangómez, cestista spagnolo
- 28 settembre - Kim Bo-ra, attrice sudcoreana
- 28 settembre - Marilyn Lima, attrice francese
- 28 settembre - Caleb Martin, cestista statunitense
- 28 settembre - Cody Martin, cestista statunitense
- 28 settembre - Matt McQuaid, ex cestista statunitense
- 28 settembre - Júnior Moreno, calciatore venezuelano
- 28 settembre - Sergio Peña, calciatore peruviano
- 29 settembre - Joseph Aidoo, calciatore ghanese
- 29 settembre - Julieta Ale, cestista argentina
- 29 settembre - Mozzik, rapper kosovaro
- 29 settembre - Iliass Aouani, mezzofondista e maratoneta italiano
- 29 settembre - Julien Baker, cantante e chitarrista statunitense
- 29 settembre - Facundo Bonifazi, calciatore uruguaiano
- 29 settembre - Anatolij Budjak, ciclista su strada ucraino
- 29 settembre - Markell Castle, giocatore di football americano statunitense
- 29 settembre - Dávid Forgács, calciatore ungherese
- 29 settembre - Pablo Jáquez, calciatore messicano
- 29 settembre - Yolane Kukla, nuotatrice australiana
- 29 settembre - Sasha Lane, attrice statunitense
- 29 settembre - Jordan Leborgne, calciatore francese
- 29 settembre - Mathias Lessort, cestista francese
- 29 settembre - Alice Matteucci, tennista italiana
- 29 settembre - Szymon Nehring, pianista polacco
- 29 settembre - Ryan Owens, pistard britannico
- 29 settembre - Oula Abass Traoré, calciatore burkinabé
- 29 settembre - Ayaka Yamashita, calciatrice giapponese
- 30 settembre - Victor Andrade, calciatore brasiliano
- 30 settembre - Mauro Arambarri, calciatore uruguaiano
- 30 settembre - Jan Barbarič, ex cestista sloveno
- 30 settembre - Felix Elofsson, sciatore freestyle svedese
- 30 settembre - Florijan Kadriu, calciatore macedone
- 30 settembre - Juraj Kotula, calciatore slovacco
- 30 settembre - Alex Muyl, calciatore statunitense
- 30 settembre - Sebastián Salazar, calciatore colombiano
- 30 settembre - Horacio Sequeira, calciatore uruguaiano
- 30 settembre - Matthew Wearn, velista australiano